# علوي الجزار
علوي الجزار رئيس نادي الزمالك بعد عبد اللطيف أبو رجيلة بعد قرار تأميم عام 1961، واستطاع الجزار جلب فريق ريال مدريد على نفقته الخاصة لمقابلة نادي الزمالك، ولكن لم يستمر طويلاً ظل في رئاسة النادي لمدة عام فقط.